# Edén Muñoz
Rodolfo Edén Muñoz Cantú, né le 25 septembre 1990 à Los Mochis dans l'état de Sinaloa, plus connu sous le nom de scène Edén Muñoz, est un auteur-compositeur-interprète et producteur de musique mexicain. Compositeur prolifique, le catalogue de ses œuvres compte au 1er janvier 2022, plus de 260 chansons publiées, qu'il a écrites seul ou en collaboration avec d'autres artistes. Il est connu notamment pour avoir été pendant douze ans, la première voix et l'accordéoniste du groupe Calibre 50, et dans ce rôle, l'un des accordéonistes les plus écoutés sur la planète.

## Carrière
Edén Muñoz commence à apprendre à jouer de la guitare à l'âge de huit ans et vers l'âge de treize ans commence à jouer avec le groupe qui anime le restaurant de fruits de mer que son père tient à Mazatlán. Il rejoint ensuite le groupe Colmillo Norteño, dans lequel il tient le poste de chanteur et d'accordéoniste qu'il quitte en 2010 pour former Calibre 50.
Le 24 janvier 2022, le label discographique Lizos Music annonce qu'Eden Munõz rejoint son catalogue d'artistes.

## Reconnaissances professionnelles

### Prix SESAC
| SESAC Awards fantasy logo | Catégorie                                    | Chanson ou album | Artistes                     | Résultat   |
| 2021                      | Mejor Compositor de Música Regional Mexicana | [ 4 ]            |                              | Lauréat    |
| 2021                      | Performance Music Award                      | Barquillero,     | Calibre 50                   | Nomination |
| 2021                      | Performance Music Award                      | Sólo Tú,         | Calibre 50                   | Nomination |
| 2021                      | Performance Music Award                      | Esta vez soy yo, | Banda Carnaval               | Nomination |
| 2021                      | Performance Music Award                      | Cerrando ciclos, | Banda MS de Sergio Lizárraga | Nomination |

### Univision - Premios lo Nuestro
| Premios lo nuestro fantasy logo | Catégorie                         | Chanson ou album     | Artistes                     | Résultat   |
| 2022                            | Canción del año regional mexicano | A la antigüita       | Calibre 50                   | Lauréat    |
| 2022                            | Canción Norteña del Año           | Te volvería a elegir | Calibre 50                   | Lauréat    |
| 2022                            | Canción del año regional mexicano | La casita            | Banda MS de Sergio Lizárraga | Nomination |

## Popularité
| Média     | Chaîne     | Date              | Nombre d'abonnés ou d'auditeurs | Nombre de vues ou de téléchargements |
| --------- | ---------- | ----------------- | ------------------------------- | ------------------------------------ |
| YouTube   | Eden Muñoz | 29 janvier 2022   | 212 000                         | 302 614                              |
| YouTube   | Eden Muñoz | 26 août 2022      | 1 070 000                       | 387 344 205                          |
| Instagram | Eden Muñoz | 30 septembre 2020 | 2,7 millions                    |                                      |
| Instagram | Eden Muñoz | 29 janvier 2022   | 3,2 millions                    |                                      |
| Facebook  | Eden Muñoz | 30 septembre 2020 | 2 788 063                       |                                      |
| Facebook  | Eden Muñoz | 26 août 2022      | 4 400 000                       |                                      |
| Spotify   | Eden Muñoz | 26 août 2022      | 8 395 174                       |                                      |

## Vie privée
Rodolfo Edén Muñoz Cantú est le fils cadet d'Isidora Cantú et de Rodolfo Muñoz, il a trois frères et sœurs : Édgar Iván Muñoz Cantú, Sandra Elena Muñoz Cantú et Daniel Ernesto Muñoz Cantú. Quand Rodolfo Edén nait, son père est professeur à l'école primaire « Francisco I. Madero » du village de Los Picachos dans la municipalité de Choix (es), à l'extrême nord-est de l'état de Sinaloa où il a fait connaissance de son épouse. Craignant un accouchement difficile, le docteur Martín Peraza de l'Hôpital Rural de la Sécurité Sociale de El Fuerte (es) dirige la parturiente, sa sœur et son époux vers l'hôpital de Los Mochis, où l'enfant nait. Deux ans après, son père obtient une mutation à Guasave (es) où la famille réside pendant trois ans avant de s'installer à Mazatlán en 1995,. Edén Muñoz est resté très attaché à cette région de Sinaloa où son épouse et lui-même ont de la famille qu'ils visitent fréquemment.
Le 4 avril 2018, à Guadalajara, Rodolfo Edén Muñoz Cantú a épousé Paloma del Rocío Llanes Germán, fille de Marisela Germán et de Jaime Llanes, née à Ahome, avec laquelle il était fiancé depuis deux ans.
Paloma Llanes a mené parallèlement des études d'administration des entreprises dans le secteur du tourisme et une formation de mannequin professionnel auprès de l'agence « Casa Di Sogno », de Cecy Rivera à Los Mochis. Elle a participé et gagné de nombreux concours au niveau local et national et a été couronnée « Miss Mesoamerica International » en 2015.
Le couple a deux fils, Emilio, né le 27 décembre 2018, et Matías, né le 30 septembre 2021.

## Sources
- (es) Francisco Espinoza, « Edén Muñoz se va a Lizos Music; el cantautor será ‘hermano’ de Banda MS : El sello discográfico que dirige Sergio Lizárraga le da la bienvenida; y así es como el cantautor comienza su carrera como solista » [html], Espectáculos, Regional mexicano, sur Noroeste, Noroeste, Mazatlán, Editorial Noroeste S.A. de C.V., Sistema Periodistico de Sinaloa S.A de C.V, 24 janvier 2022.
- (es) « Edén Muñoz » [html], Nuestros socios y su obra, sur SACM Informa, Biografias, Ciudad de México, Sociedad de Autores y Compositores de México (SACM).
- (es) Diane Fong, « Eden de Calibre 50 se casa con Miss Sinaloa 2011, Julión Alvarez les canta! » [html], sur La♩Musica, La Ley 107.9, Aurora, Illinois., Spanish Broadcasting System, Inc., 6 avril 2018.
- (es) Abrahan Narcio, « Entrevista con Paloma Llanes Germán, Miss Mesoamérica 2015 » [html], sur mochisonline.com, Los Mochis, Sinaloa, 2015 (consulté le 29 janvier 2022).
- (es) Isela Morales, « Va Paloma Llanes al nacional : La sinaloense fue designada para representar al estado junto con Grecia Gutiérrez » [html], Noroeste, Mazatlán, Sistema Periodístico de Sinaloa S.A. de C.V., 9 novembre 2015.
- (es) Oscar Ochoa, « Se Casó Edén Muñoz De Calibre 50 Con La Guapísima Miss Sinaloa Paola LLanes » [html], sur rolamix, Hughson, Calfiornia, Rolamix Inc., 12 avril 2018 (consulté le 29 janvier 2022).
- (es) « El bebé de Edén Muñoz cumplió su primer mes de vida en el hospital: así lo felicitó su mamá » [html], sur Univision, famosos, New York, Univision, 30 octobre 2021.
- (es) « Biografía de Edén Muñoz » [html], sur Laletrade (consulté le 29 janvier 2022).
- (es) Agustín Torres Sotomayor, « Edén Muñoz, desde Picachos en Choix hasta Calibre 50. » [html], Los Mochis, es la noticia, 21 mai 2021.
- (es) Rosina Avila, « Calibre 50 lamenta burlas contra los sinaloenses : He visto comentarios que están haciendo, he visto de todo y me da mucha tristeza desde que nos ayuden los narcos, que nos ayuden los bandas, no sé, no que muy chingones, no que todas lo pueden... me da mucha tristeza, afirma el cantante Eden Muñoz, quien es originario de Choix, Sinaloa » [html], sur Portal Sinaloa, Guasave, 26 septembre 2018.
- (es) « Premios Lo Nuestro 2022: esta es la lista completa de ganadores » [html], sur InfoBae Peru, Ciudad de México, Infobae México, S.A. de C.V., 25 février 2022.
- (en) Sesac's web master, « SESAC Latina Music Awards 2021 » [html], sur SESAC, New York, Nashville, London, Santa Monica, Munich, SESAC Rights Management, Inc., SESAC Performing Rights LLC and SESAC LLC, 30 juin 2021[13].
- (en) « Best of Latin Music recognized at SESAC Latina Music Awards 2021 » [html], sur Tejano Nation, San Antonio, Tejano Nation News, 30 juin 2021.
- (es) Edmundo Pérez Medina, Que me entierren con narcocorridos, Grijalbo, 1er août 2012, 239 p. (ISBN 6073110839 et 978-6073110839).